# Theodor Andrei

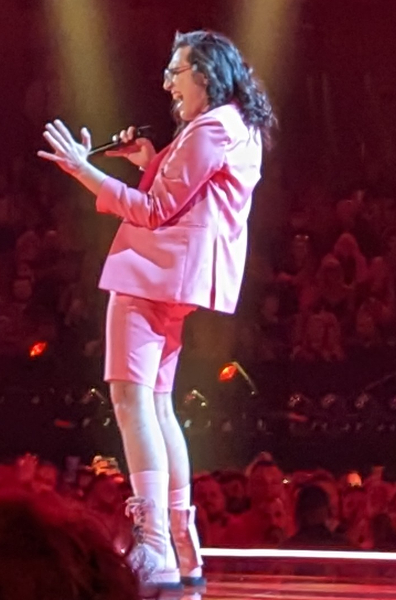
Theodor Andrei beim Eurovision Song Contest, 2023

Theodor-Octavian Andrei (* 9. Oktober 2004 in Bukarest) ist ein rumänischer Sänger. Er vertrat Rumänien beim Eurovision Song Contest 2023 in Liverpool mit seinem Lied D.G.T. (Off and On).

## Leben und Karriere

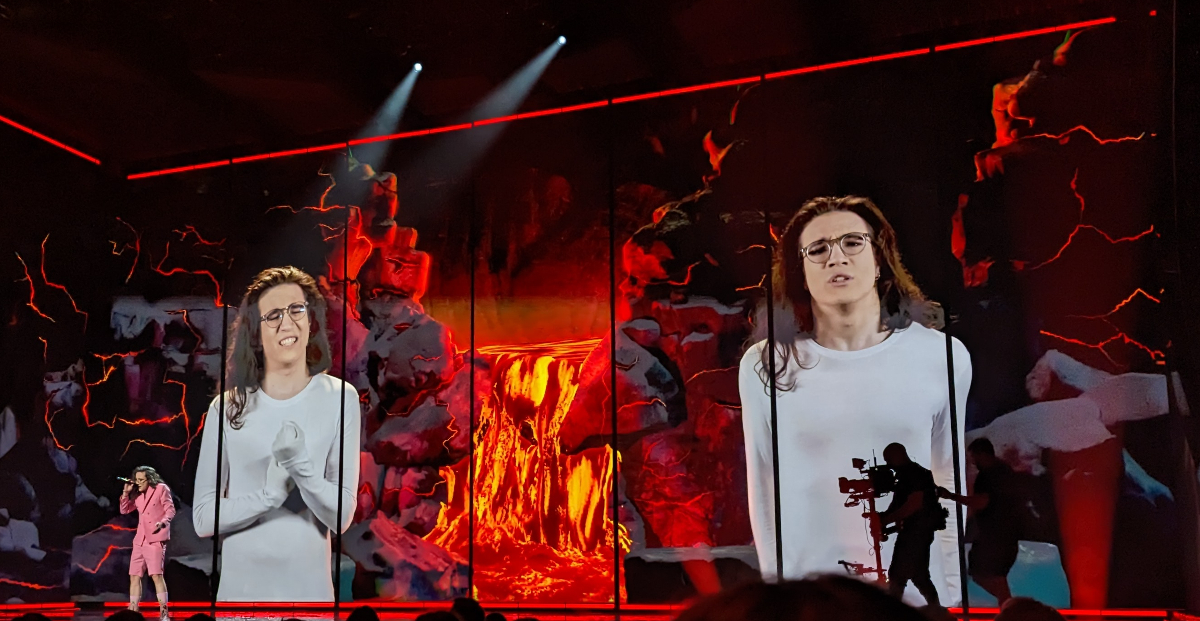
Theodor Andrei beim Eurovision Song Contest, 2023

Theodor Andrei wurde 2017 durch seine Teilnahme an der rumänischen Version von The Voice Kids bekannt, wo er das Halbfinale erreichte. Drei Jahre später nahm er zudem an X Factor Rumänien teil. Zudem war er Kandidat bei verschiedenen rumänischen und internationalen Wettbewerben und gewann diverse Preise und Auszeichnungen. 2022 veröffentlichte er sein Debütalbum Fragil.
Im Dezember 2022 wurde bekanntgegeben, dass Theodor Andrei am rumänischen Vorentscheid für den Eurovision Song Contest 2023, Selecția Națională, teilnehmen würde. Sein Beitrag D.G.T. (Off and On) war bereits auf seinem Album veröffentlicht worden. Am 11. Februar 2023 konnte Andrei den Vorentscheid für sich gewinnen und durfte somit Rumänien beim Eurovision Song Contest 2023 in Liverpool vertreten. Nach seinem Auftritt im zweiten Halbfinale am 11. Mai konnte er sich jedoch nicht für das Finale qualifizieren.

## Diskografie

### Alben
- 2022 – Fragil.

### EPs
- 2023 – The Eurovision Medleys EP

### Singles
- 2017 – Young and Sweet
- 2018 – Și dacă azi zâmbesc
- 2019 – Stelele de pe cer
- 2019 – Nu te mira ca nu te place
- 2020 – Nu le place
- 2020 – Nu mai vreau sentimente (mit Oana Velea)
- 2020 – Beatu’ asta fire
- 2020 – Crăciunul ăsta
- 2021 – Genul meu
- 2021 – Selectiv
- 2021 – Tatuaj
- 2022 – Ţigări mentolate (mit Valentina)
- 2022 – Prigoria Teen Fest (mit Shtrood)
- 2022 – D.G.T. (Off and On)
- 2023 – Artist
- 2023 – Arogvnt
- 2024 – Preludiu: Echilibru.
- 2024 – Fantoma